# Kačji Dol
Kačji Dol je naselje v Občini Rogaška Slatina.